# Victot-Pontfol
Victot-Pontfol és un municipi francès situat al departament de Calvados i a la regió de Normandia. L'any 2007 tenia 123 habitants.

## Demografia

### Població
El 2007 la població de fet de Victot-Pontfol era de 123 persones. Hi havia 44 famílies de les quals 12 eren unipersonals (4 homes vivint sols i 8 dones vivint soles), 16 parelles sense fills, 12 parelles amb fills i 4 famílies monoparentals amb fills.
La població ha evolucionat segons el següent gràfic:
Habitants censats

### Habitatges
El 2007 hi havia 83 habitatges, 48 eren l'habitatge principal de la família, 27 eren segones residències i 7 estaven desocupats. 81 eren cases i 2 eren apartaments. Dels 48 habitatges principals, 31 estaven ocupats pels seus propietaris, 10 estaven llogats i ocupats pels llogaters i 7 estaven cedits a títol gratuït; 1 tenia una cambra, 2 en tenien dues, 3 en tenien tres, 18 en tenien quatre i 25 en tenien cinc o més. 41 habitatges disposaven pel capbaix d'una plaça de pàrquing. A 22 habitatges hi havia un automòbil i a 25 n'hi havia dos o més.

### Piràmide de població
La piràmide de població per edats i sexe el 2009 era:
| Homes | Edats   | Dones |
| ----- | ------- | ----- |
| 0     | 95 o +  | 0     |
| 0     | 90 a 94 | 0     |
| 4     | 85 a 89 | 0     |
| 0     | 80 a 84 | 4     |
| 8     | 75 a 79 | 8     |
| 4     | 70 a 74 | 0     |
| 0     | 65 a 69 | 0     |
| 4     | 60 a 64 | 0     |
| 4     | 55 a 59 | 4     |
| 0     | 50 a 54 | 4     |
| 4     | 45 a 49 | 4     |
| 12    | 40 a 44 | 4     |
| 0     | 35 a 39 | 0     |
| 0     | 30 a 34 | 0     |
| 8     | 25 a 29 | 12    |
| 0     | 20 a 24 | 4     |
| 4     | 15 a 19 | 4     |
| 4     | 10 a 14 | 0     |
| 4     | 5 a 9   | 0     |
| 0     | 0 a 4   | 0     |

## Economia
El 2007 la població en edat de treballar era de 72 persones, 53 eren actives i 19 eren inactives. De les 53 persones actives 50 estaven ocupades (31 homes i 19 dones) i 3 estaven aturades (2 homes i 1 dona). De les 19 persones inactives 4 estaven jubilades, 4 estaven estudiant i 11 estaven classificades com a «altres inactius».
Activitats econòmiques
Dels 5 establiments que hi havia el 2007, 2 eren d'empreses de fabricació d'altres productes industrials, 1 d'una empresa d'hostatgeria i restauració, 1 d'una entitat de l'administració pública i 1 d'una empresa classificada com a «altres activitats de serveis».
L'any 2000 a Victot-Pontfol hi havia 9 explotacions agrícoles que ocupaven un total de 336 hectàrees.

## Poblacions més properes
El següent diagrama mostra les poblacions més properes.